# الیرونا
الیرونا (به ایتالیایی: Allerona) یک شهرک در ایتالیا است که در استان ترانی واقع شده‌است.

## خصوصیات
الیرونا ۸۲٫۲۱ کیلومترمربع مساحت و ۱٬۸۶۶ نفر جمعیت دارد و ۴۷۲ متر بالاتر از سطح دریا واقع شده‌است.